# Operation Joshua
Bei der Operation Joshua, auch bekannt als Operation Sheba, wurden im Jahre 1985 äthiopische Juden aus Flüchtlingslagern im Sudan nach Israel ausgeflogen.

## Hintergrund und Ablauf
Äthiopische Juden waren vor einer schweren Hungersnot in ihrem Land in Flüchtlingslager im Sudan geflohen. Die israelische Operation Moses hatte zuvor vom 21. November 1984 bis zum 5. Januar 1985 8000 Menschen nach Israel gebracht. Als die Nachricht in der Presse verbreitet wurde, blockierte der Sudan weitere Flüge.
Alle 100 Senatoren der Vereinigten Staaten unterzeichneten eine geheime Petition an Präsident Ronald Reagan und forderten ihn auf, die Evakuierung wieder aufzunehmen. Der Vizepräsident George H. W. Bush arrangierte daraufhin eine Folgemission namens Operation Joshua. Am 22. März 1985 wurden sechs Transportflugzeuge der US-Luftwaffe C-130 Hercules abgesetzt und landeten in der Nähe von al-Qadarif. 500 bis 600 Juden wurden lokalisiert und zum heutigen Militärflugplatz Ovda im Süden Israels transportiert.